# IPCC關於氣候變化中海洋和冰凍圈特別報告
IPCC關於氣候變化中海洋和冰凍圈特別報告（英語：Special Report on the Ocean and Cryosphere in a Changing Climate，簡稱SROCC）是聯合國政府間氣候變化專門委員會所發表的一份關於氣候變化對世界海洋、海冰、冰蓋和冰河造成影響的報告。這份報告於2019年9月在摩納哥舉行的IPCC第51屆會議（IPCC-51） 中獲得批准。報告附屬的政策制定者摘要（SPM）於2019年9月25日發佈。報告共有1,300頁，由來自36個國家的104位撰寫者與編輯共同完成，共引用6,981篇相關研究報告。SROCC是目前IPCC第六次評估報告（AR6）週期中所發表三份特別報告系列中的第三份，此三份特別報告於2015年開始撰寫，最終部分於2022年完成。第一份特別報告名為《IPCC全球升溫1.5ºC特別報告》，第二份名為《IPCC氣候變化與土地特別報告》（SRCCL，也稱為“關於氣候變化、沙漠化、土地退化、永續土地管理、糧食安全和陸地生態系統溫室氣體通量特別報告”，於2019年8月7日發佈。

## 主要陳述

### 政策制定者摘要
SROCC在《政策制定者摘要》（SPM）中表示自1970年以來，“全球海洋熱含量有增無減”，並且“已吸收氣候系統中90%以上的多餘熱含量”。自1993年以來，海洋變暖的速度已“增加一倍多”。海洋熱浪的強度不斷升高，自1982年以來，“頻率非常可能（very likely）增加一倍”。隨著海洋吸收更多的二氧化碳，海洋酸化加劇，“從海洋表層到深達1,000米（3,300英尺）處均出現低氧現象”。

### 海平面上升
全球平均海平面（GMSL） 每年上升3.66毫米（0.144英寸），“比1900年至1990年期間的平均上升速度快2.5倍”。:2按照此種加速，即使溫室氣體排放數量到2100年急劇減少且全球變暖幅度被限制在遠低於2°C，其上升程度“也可能達到約30厘米（12英寸）至60厘米（24英寸），但如果排放量繼續強勁增加，上升程度會增至約60厘米（24英寸）至110厘米（43英寸）”。架設於英國的網站碳簡報在對SROCC評論的總結中表示，全球海平面上升速度於過去一個世紀中是“前所未有”。最壞的情況將會超乎人們預測，如果溫室氣體排放繼續強勁增加，:2到2100年，上升2米（6.6英尺）的結果將“無法排除”。

### 海洋低氧現象
由於海洋化學組成發生變化，整個海洋食物網中物種的生存能力受到破壞。隨著海洋變暖，海水水層混合減少，導致海洋生物可用的氧氣和營養物質減少。:3

### 大西洋經向翻轉環流
SROCC第6章論及…，大西洋經向翻轉環流（AMOC） ，描述其“非常可能（very likely）在21世紀內減弱”，但不太可能崩潰。AMOC減弱後將導致“北大西洋海洋生產力下降、歐洲冬季風暴增多、薩赫爾和南亞夏季降雨量減少、大西洋熱帶氣旋數量減少以及環大西洋區域性海平面上升，特別是在北美洲東北海岸。”網站碳簡報將AMOC描述為“大西洋中的洋流系統，將溫暖的海水從熱帶地區帶到歐洲。此環流由北大西洋深層海水（高緯度地區寒冷、高鹽度海水）的下沉而形成”。

### 冰河融化
從2006年到2015年期間，格陵蘭和南極洲以及世界各地的山地冰河的融化速度加快。表示現今每年會損失7,200億噸（6,530億公噸）的冰體。

### 冰蓋
網站碳簡報表示，格陵蘭冰蓋的融化“至少是過去350年來前所未見”。南極洲和格陵蘭冰蓋的融化，合計對海平面影響比1990年代“增加達到700%的程度”。

### 北極海冰減少
如果全球暖化，氣溫持續上升達到2°C（相對於第一次工業革命前的平均氣溫），北冰洋可能會在每三年中就有一年的9月裏無海冰存在。而在全球工業化之前，此情況是“百年才一遇”。:4

### 全球海洋動物生物質和魚類捕撈量下降
在“第五章：不斷變化的海洋、海洋生態系統和相關社區”中，撰寫者警告說，海洋生物正受到海洋變暖的影響，而對人類社區、漁業和糧食生產直接造成影響。:5–6《紐約時報》表示由於氣候變化，海洋動物數量到21世紀末可能（likely）會減少15%，“總體漁業捕獲量”將減少21%至24%。

### 雪和湖冰覆蓋減少
在“第3章：極地區域”中，撰寫者提及積雪和湖冰覆蓋面積有所減少。從1967年到2018年期間，每年6月降雪量以“每十年13.4±5.4%”的速率減少。:3–4

### 永久凍土解凍
未來氣候引起的永久凍土變化“將推動棲息地和生物群系變化，以及對生態具重要性物種的分佈和豐度的相關變化。”當永久凍土解凍，土壤中的碳將被釋放。永久凍土具有碳匯（碳庫）的功能“比植物生物質中儲存的碳數量更大”。“專家評估和實驗室土壤培育研究顯示大量的碳（數十至數百兆克（Pg，1012克，即10公噸）的碳）可能會在代表性濃度路徑（RCP） 的8.5情景（RCP8.5）下”由碳匯釋放進入大氣。:98

### 低窪島嶼與海岸
在報告最後論及低窪島嶼與海岸（LLIC）的部分中，稱城市和超級城市（包括紐約市、東京、雅加達、孟買、上海、拉哥斯和開羅）“面臨與氣候相關的海洋和及冰凍圈變化而引發的風險。”如果仍維持大量溫室氣體排放，一些低窪島嶼到21世紀末將會變得“不適於人類居住”。

## 反應
《紐約時報》於2019年9月25日刊出標題為“我們都陷入大麻煩”的報導。報導說，“隨著冰雪覆蓋範圍縮小，海平面正在以越來越快的速度上升，海洋酸化增強並失去氧氣。”文章引用普林斯頓大學教授邁克·奧本海默（報告的主要撰寫者之一）的說法：“全球的海洋和冰雪地區發生大麻煩，表示我們也都碰到大麻煩。氣候變化正在加速中。”IPCC第一工作組（WG I）聯合主席，法國籍氣候學家瓦萊麗·馬松-德爾莫特在摩納哥被引述說，“氣候變化已變得不可逆轉。由於海洋吸收全球升溫增加熱量的大部分，讓我們無法回到舊有情況。”
英國廣播公司（BBC）一篇報導標題將此報告比擬為對地球（藍色星球）發出的紅色警戒報告。
《經濟學人》表示，“世界海洋正變得更暖、風浪更大與酸性更強。當海洋內部生態系統崩潰後，生產力會隨之降低。冰河和冰蓋融化導致海平面上升，增加數億生活在沿海地區的人面臨洪水和破壞的風險。”
《PBS新聞一小時》引述於美國國家海洋暨大氣總署（NOAA） 服務，且兼任IPCC副主席的Ko Barrett的話說：“整體而言，這些變化顯示世界海洋和冰凍圈在過去幾十年來一直承受著氣候變化的壓力。其對自然界的影響是既廣泛且嚴峻。”
《大西洋》雜誌稱此報告是一篇重磅報告。
《國家地理》雜誌表示根據此報告，“除非各國迅速採取行動以消除溫室氣體排放，否則挑戰將會變得更加嚴重……但採取強而有力、果斷的行動仍可預防或是避免一些最嚴重的影響。”

## 延伸阅读
- . IPCC (报告). 2019-09-25  [2019-09-25]. （原始内容存档于2020-02-04）.
  -  (PDF). IPCC (报告). Special Report on the Ocean and Cryosphere in a Changing Climate (SROCC). 2019-09-25  [2019-09-25]. （原始内容存档 (PDF)于2019-09-25）.
  - . IPCC (报告). Special Report on the Ocean and Cryosphere in a Changing Climate (SROCC). 2019-09-25  [2019-09-25]. （原始内容存档于2023-11-07）.
  -  (PDF). IPCC (报告). Special Report on the Ocean and Cryosphere in a Changing Climate (SROCC). 2019-09-25  [2019-09-25]. （原始内容存档 (PDF)于2023-01-22）.
  - .   [2019-09-25]. （原始内容存档于2023-11-01）.
  - .   [2019-09-25]. （原始内容存档于2018-12-04）.
  - . IPCC (报告). Special Report on the Ocean and Cryosphere in a Changing Climate (SROCC). 2019-09-25  [2019-09-25]. （原始内容存档于2023-11-07）.
  - . IPCC (报告). Special Report on the Ocean and Cryosphere in a Changing Climate (SROCC). 2019-09-25  [2019-09-25]. （原始内容存档于2023-10-30）.
  - . IPCC (报告). Special Report on the Ocean and Cryosphere in a Changing Climate (SROCC). 2019-09-25  [2019-09-25]. （原始内容存档于2023-11-08）.
  - . IPCC (报告). Special Report on the Ocean and Cryosphere in a Changing Climate (SROCC). 2019-09-25  [2019-09-25]. （原始内容存档于2023-09-02）.
  - . IPCC (报告). Special Report on the Ocean and Cryosphere in a Changing Climate (SROCC). 2019-09-25  [2019-09-25]. （原始内容存档于2023-11-07）.
  - . IPCC (报告). Special Report on the Ocean and Cryosphere in a Changing Climate (SROCC). 2019-09-25  [2019-09-25]. （原始内容存档于2023-11-07）.
  - . IPCC (报告). Special Report on the Ocean and Cryosphere in a Changing Climate (SROCC). 2019-09-25  [2019-09-25]. （原始内容存档于2023-11-07）.